# Berig
Berig là một vị vua huyền thoại của người Goth xuất hiện trong tác phẩm Getica của sử gia Jordanes. Theo ghi chép của Jordanes, Berig đã dẫn dắt người của mình trên ba chiếc tàu xuất phát từ Scandza (Scandinavia) đi tới Gothiscandza (Lòng chảo Vistula). Họ định cư rồi sau đó tấn công người Rugii sống trên bờ biển và đánh đuổi họ ra khỏi vùng này, kế đến giành chiến thắng trong cuộc chinh phạt người Vandal.
Tên gọi này được cho là xuất phát từ chữ Bairika trong tiếng Goth, có nghĩa là "Chú Gấu Nhỏ". Một nhà sử học Đan Mạch là Arne Søby đã nêu lên ý kiến rằng Cassiodorus, tác giả của thư tịch gốc mà tác phẩm của Jordanes dựa vào đó, mới chính là người tạo ra từ này lấy cảm hứng từ cái tên Βέρικος (Berikos hay Verica). Tuy nhiên, qua nghiên cứu khảo cổ học gần đây cho thấy việc chuyển đổi nền văn hoá Oksywie sang văn hoá Wielbark rất yên bình và thời điểm đó trùng hợp với sự xuất hiện của lớp cư dân mới gốc Scandinavia tại khu vực không có người ở trước đây ("đất vô chủ") giữa khu vực văn hóa Oksywie và Przeworsk.
Tổng Giám mục xứ Uppsala của Thụy Điển sống vào thế kỷ 16, Johannes Magnus trong quyển sử viết về người Thụy Điển và người Goth, chính là người đầu tiên xuất bản một bài hát tên gọi "Khúc Ballad Eric", nói về một vị vua Goth đầu tiên gọi là Eric vốn có một số điểm tương đồng với Berig. Người ta từng nghĩ rằng có tồn tại truyền thống dân gian thực sự về vị vua này, nhưng giờ đây nó lại được coi là giả mạo. Tuy vậy, Magnus có nhắc đến vị vua Berig một cách riêng biệt như đã đoàn kết người Thụy Điển và người Goth khoảng 400 năm sau cái chết của Erik.
Trong văn hóa đại chúng, Berig có liên quan tới (với tư cách là Berik) bài hát Three Ships of Berik, Pts. 1 and 2 của ban nhạc metal hòa tấu Thụy Điển Therion.